# 548
| [ Edytuj tabelę ]          |                                                                                      |
| Król Bernicji              | - 547 Ida 559                                                                        |
| Cesarz Bizancjum           | - 527 Justynian I Wielki 565                                                         |
| Cesarz Chin                | - 502 Liang Wudi 549                                                                 |
| Król Essexu                | - 527 Aescwine 587                                                                   |
| Król Franków               | - 511 Childebert I 558 - 534 Teodebert I 548 - 548 Teudebald 555 - 511 Chlotar I 561 |
| Cesarz Japonii             | - 539 Kinmei 571                                                                     |
| Król Kentu                 | - 522 Eormenric 560                                                                  |
| Patriarcha Konstantynopola | - 536 Menas 552                                                                      |
| Władca Korei               | - 545 Yangwŏn 559                                                                    |
| Król Longobardów           | - 546 Audoin 565                                                                     |
| Król Mercji                | - 501 Cnebba (?) 566                                                                 |
| Król Ostrogotów            | - 541 Totila 552                                                                     |
| Papież                     | - 537 Wigiliusz 555                                                                  |
| Król Persji                | - 531 Chosrow I 579                                                                  |
| Król Wizygotów             | - 531 Teudis 548 - 548 Teudegizel 549                                                |

Rok 548 / DXLVIII
stulecia: V wiek ~
VI wiek ~
VII wiek

lata: 538 «
543 «
544 «
545 «
546 «
547 «
548
» 549
» 550
» 551
» 552
» 553
» 558

## Wydarzenia
- Teudebald został jednym z królów frankijskich, panującym w Reims i Metzu.
- Teudegizel został królem Wizygotów.
- Została ukończona Bazylika św. Witalisa w Rawennie.

## Zmarli
- 28 czerwca – Teodora, żona Justyniana, cesarzowa wschodniorzymska (ur. ~500).
- Teodebert I, król frankijski.
- Teudis, król Wizygotów.